# Guido 1. af Luxemburg, greve af Ligny
Guido 1. af Luxemburg-Ligny (fransk: Guy de Luxembourg) (født 1340, død 23. august 1371) var greve af Saint-Pol (1360-1371) og greve af Ligny, herre af Roussy-le-Village og Beauvoir (1364-1371).
Guido 1. var søn af Johan 1. af Luxemburg, herre af Ligny.
Guido 1. blev far til Johan 1. af Luxemburg, herre af Beauvoir.